# 四川国际网球中心
四川国际网球中心，又称四川川投国际网球中心，是位于中国四川省成都市双流区的一座网球综合设施。四川川投国际网球中心开发有限责任公司负责运营场地，同时该公司还运营成都网球公开赛、ITF青少年总决赛等赛事。

## 历史
2007年4月26日，举行施工奠基典礼。四川国际网球中心占地389公顷，建筑面积8.5万平方米，分为赛事中心、会议接待中心和体育公园三大部分。中心球场（硬地球场）可容纳8000名观众，还有2座可容纳2000名观众的网球场，以及8片室外练习球场，9片预赛场地和10片风雨棚球场。2018年6月，该中心新建了室外2片红土球场。除了网球场之外，该中心还有3片五人制足球场和乒乓球、板式网球、壁球、羽毛球和高尔夫球练习场，以及一座游泳馆。
2009年，该中心开始举办ATP国际巡回赛（现ATP250）赛事成都网球公开赛。2021年成都大运会申办时，该中心确定为网球比赛举办场地。